# Continental Bakeries
Die Continental Bakeries B.V. ist ein Gebäckkonzern mit Sitz in Dordrecht in den Niederlanden.

## Daten
Der Sitz des deutschen Tochterunternehmens befindet sich in Gronau in Westfalen. Das Unternehmen befand sich seit 2006 im Besitz von NPM Capital, dem Private-Equity-Arm der SHV Holdings. Im Juni 2016 erfolgte die Übernahme durch die Investmentbank Goldman Sachs und die Investorengruppe Silverfern. Zu Continental Bakeries gehört seit 2010 die Grabower Süßwaren GmbH.
Das Unternehmen verfügt europaweit über elf Fabriken mit 1200 Beschäftigten. Der Jahresumsatz beläuft sich auf etwa 280 Millionen Euro. Zum Unternehmen gehören Markennamen wie Haust, Grabower, Brinky und Bussink.
Zu den Produkten zählen verschiedene Arten von Backwaren, u. a. wie die von Aldi-Nord verkaufte Kurpfalzrolle-Doppelkeks.

## Geschichte
1825 wurde die Firma Haust, Hersteller von Zwieback und Toastbrot, in Amsterdam gegründet. Die Produktion von Zwiebäcken begann um das Jahr 1870. 1905 wurde die Firma Hooimeijer in Rotterdam gegründet, ebenfalls Produzent von Zwieback. 1933 zog diese von Rotterdam nach Barendrecht. Die Übernahme von Haust durch Hooimeijer erfolgte 1959. 1993 fusionierte Haust mit dem deutschen Unternehmen Hagemann aus Gronau/Westfalen. Hagemann richtete den Fokus auf Deutschland, Österreich, die Schweiz, Skandinavien und Osteuropa. 2003 zog Haust von Barendrecht nach Dordrecht um und drei Jahre später wurde der Unternehmensname in Continental Bakeries B.V. verändert. 2008 verließ die Continental Bakeries Ungarn GmbH (ehemals Auer Kft.) die Continental-Bakeries-Gruppe und übernahm Gillebagaren AB (Haferplätzchen "Ginger Snaps") aus Åsljunga und Örkelljunga. Die Fabrik in Goirle wurde geschlossen. 2010 erfolgte die Übernahme der Grabower Süßwaren GmbH.

### Weitere Übernahmen
- 1974 Übernahme von AHO (verschiedene Kekssorten, u. a. Spekulatius) aus Goirle
- 1975 Übernahme von Bussink (Honigkuchen) aus Deventer (Niederlande)
- 1985 Übernahme Baartmans (Doppelkeks) aus Rucphen
- 1997 Übernahme von Pirouwafer (1998 der Produktionsstart von Reiswaffeln) aus Oostmalle (Belgien).
- 1998 wurden Auer Blaschke und Auer Kft. (Waffeln) übernommen (Österreich/Ungarn), am 1. August 2013 wurden diese an den österreichischen Nahrungsmittelhersteller Spitz weiterverkauft.[6][7]
- 1999 Übernahme von Barkhuis (Honigkuchen) aus Kielwindeweer (Niederlande)
- 2007 übernahm Continental Bakeries B.V. Stieffenhofer (Spritzgebäck, saisonale Lebkuchen & Tortenböden) aus Bassenheim/Koblenz-Güls und The Rice Cake Factory (Reiswaffeln) aus Ghislenghien (Belgien).

Im Jahr 2022 wurde Continental Bakeries vom französischen Gebäckhersteller Biscuit International übernommen.